# Hans-Heinz Hinzelmann
Hans-Heinz Hinzelmann (* 3. April 1889 in Lübeck; † 25. Juni 1970 in Berlin) war Theaterintendant und Librettist.

## Leben
Hans-Heinz Hinzelmann studierte in Jena und Bonn. Er wurde Theaterintendant und freier Schriftsteller zuerst in Hamburg und später in Berlin. Im März 1938 flieht er nach Shanghai ins Exil, um dem Holocaust zu entgehen. Er eröffnet in der Stadt ein Fotogeschäft. Später schließt er sich Partisanen an und nimmt an Guerillaaktionen teil. Ca. 1949 erfolgt seine Rückkehr nach Deutschland.
In seinen beiden Chorbüchern O China. Land auf alten Wegen und Chinesen und fremde Teufel schildert Hinzelmann das Exilleben als Jude im Shanghai der 30er und 40er Jahre.

## Werke
- Chinesen und fremde Teufel. Der Roman von den fünftausendjährigen Geheimnissen in China. Grote, Hamm 1950.[6]
- Magdalena' ; Oper in 3 Akten von Fritz Koennecke. Dichtung von Hans Heinz Hinzelmann. Bibliothek für Dramatik & Musik, Berlin 1919.
- Der Geliebte der Frau Kastellanin. Ein Roman aus Alt-Dresden. Getreulich berichtet. Hinstorff, Wismar 1919.[7]
- Die Sünder vom Heiligen Geist. Roman einer Familie aus der Renaissance. Hinstorff, Wismar 1919.[8]
- Achtung, der Otto Puppe kommt. Tal, Leipzig 1929.
- O China. Land auf alten Wegen. Wahrhaftige Entdeckungen auf einer west-östlichen Lebensfahrt. Schlösser, Braunschweig 1948.[9]
- Sixtus und Elisabeth. Roman. Vorhut, Berlin 1935.[10]